# Ephyrodes pallescens
Ephyrodes pallescens är en fjärilsart som beskrevs av Walker 1865. Ephyrodes pallescens ingår i släktet Ephyrodes och familjen nattflyn. Inga underarter finns listade i Catalogue of Life.